# Mirza Begić
Mirza Begic (Slobada Dita Tuzla, Bòsnia i Hercegovina, 9 de juliol de 1985), és un jugador professional de bàsquet nacionalitzat eslovè que juga de pivot. Mesura 2,21 m i pesa 120 kg.

## Carrera esportiva
Begic va començar jugant al KK Union Olimpija el 2002. Va néixer a la ciutat bosniana de Slobada Dita Tuzla, però es va traslladar a Eslovènia per fitxar per l'Olimpija de Lubljana, demostrant el seu potencial amb més de 10 punts i gairebé 6 rebots per partit. Des d'allà passaria per diversos equips i països com Bèlgica (Huy) i Itàlia (Virtus), fins que va tornar a l'equip eslovè la temporada 2007/08, previ pas pels seus veïns de l'Slovan.
El salt de qualitat arribaria a partir de llavors. El pivot va conquistar el doblet (Lliga i Copa) en les dues campanyes següents (2008 i 2009) on va ser a més, el millor de l'equip en la màxima competició europea acreditant 11,1 punts, 6,1 rebots i 1,7 taps de mitjana (2009). La seva progressió li va valer perquè un històric com el Zalgiris Kaunas el fitxés. El jugador, que també té passaport eslovè, es va convertir en un dels referents de l'ex equip d'Arvydas Sabonis on va guanyar una Lliga Bàltica (2010). El 2009 va signar amb el Zalgiris Kaunas on es va donar a conèixer a nivell internacional signant uns números de mitjanes per partit de 9,7 punts, 4,8 rebots i 2,3 taps-estadística que lidera-durant la primera fase de l'Eurolliga el 2010. El gener de 2011 va fitxar pel Reial Madrid.
La temporada 2012-13 es va proclamar campió de la Lliga ACB (Lliga ACB 2012/13) amb el Real Madrid.
El juliol de 2013 va firmar un contracte amb l'Olympiacos BC grec per les dues temporades següents.

## Clubs
- 2002-03 KK Union Olimpija II ( Eslovènia) (júnior)
- 2003-04 Triglav Kranj ( Eslovènia)
- 2004-06 Virtus Pallacanestro Bologna ( Itàlia)
- 2004-05 Huy Basket ( Bèlgica) (cedit)
- 2006-07 Geoplin Slovan ( Eslovènia)
- 2007-09 KK Union Olimpija ( Eslovènia)
- 2009-11 Zalgiris Kaunas ( Lituània)
- 2011-13 Real Madrid ( Espanya)
- 2013-15 Olympiacos BC ( Grècia)